# ナパ郡空港
ナパ郡空港 (IATA: APC, ICAO: KAPC, FAA LID: APC)は、郡庁所在地ナパの南10キロメートルに位置する民間空港である。滑走路が3本ある。ソノマ郡空港とともにワインカントリー観光の玄関口となっている。

## 運航
定期便はないが、ロサンゼルスのヴァン・ナイズ空港へチャーター便を運航している。

## 日本航空訓練所
ナパ郡空港（Napa County Airport）に日本航空の訓練所が1971年から2010年まで存在し、合計2,200人のパイロットを16ヶ月間という短期間で養成した。62万1,093時間52分の訓練期間中に人身事故は一件もなかった。訓練は厳しく、再試験は1回きりであり、2回不合格ならば帰国する。後に社長となる植木義晴は1975年に入社し、ここを卒業した。訓練生たちの寮はナパ川に面した市街地北部にあった。
2010年6月には経営不振のなかで年間25億円の維持費が負担となり閉鎖された。